# 查尼亞拉爾省

查尼亞拉爾省是智利的54個省份之一，位於該國北部，由阿塔卡馬大區負責管轄，首府設於查尼亞拉爾，面積24,436平方公里，2002年人口32,132，人口密度每平方公里1.3人。